# Ditranol
Ditranol of dithranol (ook bekend onder de namen anthraline en cignoline) is een celgroeiremmer die behoort tot de hydroxyanthronen en die gebruikt wordt bij de behandeling van psoriasis. 
Het is verkrijgbaar in cremes met verschillende concentraties (van 0,05% tot 3%). Over het algemeen wordt begonnen met een lage concentratie en wordt deze naar behoefte langzaam verhoogd, dit om lokale irritatie te vermijden. Het kan gebruikt worden in alle vormen van psoriasis, inclusief die van het behaarde hoofd.

## Nadelen
- Irritatie van de huid
- Paars/bruine vlekken op de huid (tijdelijk) of op de kleding (permanent).